# هيلموت لورينز
هيلموت لورينز هو لاعب كرة قدم نمساوي في مركز الدفاع، ولد في 2 فبراير 1969 في Oberperfuss ‏ في النمسا.